# Bancos Oceánicos del Caribe Hondureño Oriental
Los Bancos Oceánicos del Caribe Hondureño Oriental es un conjunto de bancos oceánicos que se encuentran en el mar caribe hondureño, frente al Departamento de Gracias a Dios. Una zona marítima de ella fue declarada Parque Nacional Marino Cayos Misquitos, cubriendo los Cayos Misquitos Sur. 

## Historia
Fueran descubiertas por el imperio español. Fueron aprovechados por el imperio británico dado  que Departamento de Gracias a Dios era un territorio de las Indias Occidentales Británicas, era manejado como una Nación Misquita. 